# Poti (Geòrgia)
Poti - ფოთი en georgià - és una ciutat en la província de Samegrelo a l'oest de Geòrgia. És a la costa est del mar Negre i al seu torn serveix com un dels tres ports georgians en aquest mar. Prop de la ciutat, el major riu de l'oest del país, Rioni, desemboca al mar Negre. Poti va ser fundada com una colònia grega el segle vii aC amb el nom de Phasis.

## Demografia
Poti a l'any 2014 tenia uns 41 465 habitants, una tendència a la baixa com es pot observar.
| 1970   | 1979   | 1989   | 2002   | 2014   |
| ------ | ------ | ------ | ------ | ------ |
| 45 979 | 48 508 | 50 922 | 47 149 | 41 465 |